# Lipówka (rejon buczański)
Lipówka (ukr. Липівка) – wieś na Ukrainie w rejonie buczańskim obwodu kijowskiego.
Do 2020 w rejonie makarowskim.
We wsi urodził się Walenty Rościszewski, ziemianin, marszałek szlachty guberni kijowskiej i wybitny wolnomularz.

## Dwór
Edward Rulikowski, jeden z autorów Słownika geograficznego Królestwa Polskiego i innych krajów słowiańskich podaje: 

Walenty Rościszewski [1779–1850], herbu Junosza marszałek guberni kijowskiej w swoim domu w Lipówce posiadał zbiór ciekawych wykopalisk, pochodzących z mogił znajdujących się w jego posiadłości. W domu tym znajdowało się ponadto archiwum, obejmujące dokumenty rodzinne: Piasoczyńskich, Tyszów Bykowskich, Kuniewskich, Makarewiczów, Charlęskich, z których Michał Grabowski i hr. Aleksander Przeździecki ogłosili drukiem w >>Źródłach dziejowych<<

.